# Gaspar Rodriguez
Gaspar Rodriguez (fl. XVII secolo) è stato un giurista spagnolo del XVII secolo.

Tractatus de annuis et menstruis reditibus, 1605 (Milano, Fondazione Mansutti).

Rodriguez, originario della Galizia, fu un frate minore e lavorò anche come giurista nel Regio Senato di Valladolid. È noto per il Tractatus de annuis et menstruis reditibus, uno studio approfondito dei prestiti ipotecari e delle rendite da usufrutto, in cui l'autore distingue tra beni di proprietà pubblica e di uso pubblico da quelli non utilizzabili in comune. La prima edizione dell'opera fu stampata nel 1604 a Medina del Campo, ripubblicata l'anno dopo a Magonza (poi ancora nel 1624 e nel 1630) e a Lione (1622, 1672), quest'ultima con alcune decisioni della Rota Romana.